# Hanne De Haes
Hanne De Haes (Duffel, 16 juni 1986) is een Belgisch voormalig volleybalster.

## Levensloop
De Haes is afkomstig uit Waarloos en begon met volleyballen bij Kokaz Kontich en VT Turnhout. Ze studeerde aan de Topsportschool Vilvoorde en ging vervolgens aan de slag bij Datovoc Tongeren. Met deze club werd ze tweemaal landskampioen (2004 en 2005) en won ze even vaak de Beker van België (2004 en 2005). Daarnaast bereikte ze met Datovoc in 2003-'04 de Final Four van de Top Teams Cup en won ze tweemaal de Supercup (2003-'04 en 2004-'05). Hierop aansluitend kwam ze een seizoen uit voor Dauphines Charleroi. 
In 2007 tekende ze bij het Sloveense OK Branik Maribor waarmee ze vice-landskampioen werd. Het seizoen daarop was ze actief bij het Italiaanse Florens Castellana Grotte. Na twee seizoenen in het buitenland keerde ze in 2009 terug naar Charleroi, alwaar ze in 2012 haar derde bekerwinst boekte. In 2014 sloot ze er haar carrière af, maar in 2018-'19 keerde ze tijdelijk terug als speelster bij Volley Farciennes ter vervanging van de geblesseerde Eve Herbecq.